# Festival di cinema africano di Verona 2018
La trentottesima edizione del Festival di cinema africano di Verona si è svolta a Verona dal 9 al 18 novembre 2018.

## Premi

### Premi ufficiali
- Migliore lungometraggio: Liyana, di Aaron Kopp  (Swaziland)
- Migliore cortometraggio: Bolbol, di Khedija Lemkecher  (Tunisia)

### Premi delle giurie dei giovani
- Miglior film della sezione spazio scuole: Timgad, di Fabrice Benchaouche (Algeria)
- Menzione New Generations: Supa Modo, di Likarion Wainaina (Kenya)
- Best African Short: Debout Kinshasa, di Sébastien Maître  (Repubblica Democratica del Congo)

### Menzioni speciali
- Mama Bobo, di Ibrahima Seydi e Robin Andelfinger (Senegal)
- Het leven van Esteban, di Inès Eshun (Belgio)

### Premio Cinema al di là del muro
- La bella e le bestie (ʿAlā kaff ʿifrīt), di Kaouther Ben Hania (Tunisia)